# Ray McCallum, Jr.
Ray Michael McCallum, Jr. (nacido el 12 de junio de 1991 en Detroit, Míchigan) es un jugador de baloncesto estadounidense que pertenece a la plantilla del Victoria Libertas Pesaro de la Lega Basket Serie A, la máxima categoría del baloncesto italiano. En la temporada 2012-13 de la División I de Baloncesto Masculino de la NCAA con los Detroit Titans, fue nombrado Mejor Baloncestista Masculino del Año de la Horizon League después de liderar la Horizon League en anotación con 18,7 puntos por partido. Con 1,91 metros de altura, juega en la posición de base. Es hijo del que fuera también jugador y actual entrenador de la Universidad de Detroit Ray McCallum

## Trayectoria deportiva

### Universidad
Tras disputar en 2010 el prestigioso McDonald's All-American Game, jugó durante tres temporadas con los Titans de la Universidad de Detroit, en las que promedió 15,9 puntos, 4,8 rebotes y 4,5 asistencias por partido. En sus dos últimas temporadas fue incluido en el mejor quinteto de la Horizon League, y en 2013 elegido Jugador del Año de la conferencia.

### Profesional
Fue elegido en la trigesimosexta posición del Draft de la NBA de 2013 por Sacramento Kings, siendo asignado al equipo de los Reno Bighorns de la NBA D-League. Pero poco después fue llamado nuevamente por los Kings, con los que debutó en el mes de diciembre contra Los Angeles Lakers. El 13 de enero de 2014, fue re-asignado a los Reno Bighorns, siendo reclamado por los Kings el 21 del mismo mes. El 2 de abril de 2014, registró su récord individual de 27 puntos en una victoria contra Los Angeles Lakers.
El 1 de agosto de 2017 el Unicaja Málaga anuncia su fichaje por una temporada.
El 6 de julio de 2018 se hace oficial su fichaje por el Darüşşafaka S.K. turco por una temporada. Sus números en los 16 partidos que disputó en Euroliga fueron de 9'4 puntos, 3'7 rebotes, 4'1 asistencias y 9'3 de valoración.
El 28 de marzo de 2019, Cafés Candelas Breogán hace oficial la contratación de Ray McCallum hasta el final de la temporada.
El 22 de marzo de 2021, firma por el Hapoel Jerusalem B.C. de la Ligat Winner.
El 25 de octubre de 2021, firma por el Hamburg Towers de la BBL alemana, con el que promedió 11,5 puntos y 3 asistencias en Eurocup.
El 6 de febrero de 2022, firma por el  Baloncesto Fuenlabrada de la Liga Endesa.
El 26 de febrero de 2022, se compromete hasta el final de temporada por el BCM Gravelines-Dunkerque de la LNB Pro A.
El 14 de agosto de 2022 firmó con el Legia Varsovia de la PLK polaca.
El 16 de enero de 2023, firma por el Nanterre 92 de la Pro A, la máxima categoría del baloncesto francés.
El 9 de julio de 2023 fichó por el Victoria Libertas Pesaro de la Lega Basket Serie A italiana.

## Estadísticas de su carrera en la NBA

### Temporada regular
| Año     | Equipo      | PJ  | PT | MPP  | %TC  | %3P  | %TL  | RPP | APP | ROB | TPP | PPP |
| ------- | ----------- | --- | -- | ---- | ---- | ---- | ---- | --- | --- | --- | --- | --- |
| 2013-14 | Sacramento  | 45  | 10 | 19.9 | .377 | .373 | .744 | 1.8 | 2.7 | .5  | .2  | 6.2 |
| 2014-15 | Sacramento  | 68  | 30 | 21.1 | .438 | .306 | .679 | 2.6 | 2.8 | .7  | .2  | 7.4 |
| 2015-16 | San Antonio | 31  | 3  | 8.3  | .403 | .313 | .900 | 1.0 | 1.1 | .2  | .1  | 2.2 |
| 2015-16 | Memphis     | 10  | 3  | 21.9 | .354 | .385 | .600 | 1.6 | 2.7 | .7  | .3  | 6.9 |
| Total   | Total       | 154 | 46 | 18.2 | .408 | .335 | .711 | 2.0 | 2.4 | .5  | .2  | 6.0 |